# Gerrie Nel
Pour les articles homonymes, voir Nel.
Gerrie Nel (né en 1961) est un avocat sud-africain et procureur de l'Autorité nationale chargée des poursuites de l'Afrique du Sud.

## Biographie
En juillet 2010, Gerrie Nel est chargé de l'acte d'accusation dans le procès contre l'ancien chef de la police sud-africaine, Jackie Selebi et en 2014, Nel mène la charge de l'acte d'accusation contre le paralympique Oscar Pistorius au tribunal d'instance de Pretoria.